# Gliasjön
Gliasjön är en sjö i Södertälje kommun i Södermanland och ingår i Tyresån-Trosaåns kustområde. Sjön har en area på 0,0994 kvadratkilometer och ligger 22,6 meter över havet.

## Delavrinningsområde
Gliasjön ingår i det delavrinningsområde (655912-160488) som SMHI kallar för Mynnar i havet. Medelhöjden är 35 meter över havet och ytan är 19,52 kvadratkilometer. Det finns ett avrinningsområde uppströms, och räknas det in blir den ackumulerade arean 59,19 kvadratkilometer. Avrinningsområdets utflöde Bränningeån mynnar i havet. Avrinningsområdet består mestadels av skog (57 procent), öppen mark (15 procent) och jordbruk (21 procent). Avrinningsområdet har 1,22 kvadratkilometer vattenytor vilket ger det en sjöprocent på 6,2 procent. Bebyggelsen i området täcker en yta av 0,18 kvadratkilometer eller 1 procent av avrinningsområdet.